# Kompromittierung (Kryptologie)
Unter Kompromittierung (von lat. compromittere „übereinkommen“ über franz. compromettre „gefährden“) wird in der Kryptologie die Bloßstellung (Blamage) einer verschlüsselten Nachricht, also eines Geheimtextes, verstanden. Dies kann zum Bruch (Entzifferung) des Textes oder sogar zur Bloßlegung des zugrundeliegenden kryptographischen Verfahrens führen.
Alternativ wird auch der prägnante Fachbegriff Kompromiss verwendet, dessen Bedeutung hier unterschiedlich zur allgemeinsprachlichen Verwendung ist.
In der Kryptologie unterscheidet man hauptsächlich drei unterschiedliche Arten der Kompromittierung:
- Die Klartext-Klartext-Kompromittierung, auch: „Klartext-Klartext-Kompromiss“, englisch Depth.[2]

- Die Klartext-Geheimtext-Kompromittierung, auch: „Klartext-Geheimtext-Kompromiss“, englisch Crib.[3]

- Die Geheimtext-Geheimtext-Kompromittierung, auch: „Geheimtext-Geheimtext-Kompromiss“, englisch Kiss.[4]